# Lars Rensund
Lars Rensund, född Lars Andersson Spjellok 15 december 1901 i Semisjaur lappby (sedermera tillhörande Semisjaur-Njarg sameby) i Arjeplog, död 25 augusti 1993 i Arjeplog, var en svensk-samisk författare och debattör.

## Biografi
Lars Rensund var son till makarna Anders Persson Spjellok (1849–1932) och Anna Greta Eriksdotter Steggo (1868–1948), renskötare i Semisjaur i Arjeplog.
Fram till 1940-talet var Lars Rensund aktiv i renskötselarbete. Han utnämndes tidigt till ordningsman i Semisjaur-Njarg sameby och var med i bildandet av Arjeplogs sameförening där han under flera år var ordförande. Lars Rensund har även varit sekreterare i Svenska Samernas Riksförbund. Han har skrivit mängder av debattinlägg samt artiklar som beskriver samernas liv och flera äldre levnadsöden. Han ivrade för att hålla vid liv de gamla samiska ortnamnen i Arjeplog. Hans tre böcker är fyllda med ovärderliga kunskaper om samiskt liv i Arjeplog under äldre tid. Mot slutet av 1930-talet blev Lars Rensund fjällägenhetsinnehavare i Sädvaluspen i Arjeplog.
Lars Rensund bar namnet Lars Andersson Spjellok fram till sommaren 1932 då han antog släktnamnet Rensund. Han var gift två gånger. Första gången från 1940 med nomadläraren Aina Nilsson Tomasson (1906–1982), brorsdotter till Torkel Tomasson.
Personarkivet efter Lars Rensund förvaras vid Silvermuseet i Arjeplog.

### Fotnoter
1. ↑  Thomasson, Lars (2005). "Anders Labba och Lars Rensund - två samiska kulturarbetare 'lite vid sidan om'". Norrbotten 2005: sid. 73-88. Libris: 10245874.
2. ↑  Arjeplogs församlings kyrkoarkiv, Församlingsbok 1926-1936 (vol A II a:4), s.497 - Landsarkivet i Härnösand.